# Sclerograptis oxytypa
Sclerograptis oxytypa är en fjärilsart som beskrevs av Edward Meyrick 1923. Sclerograptis oxytypa ingår i släktet Sclerograptis och familjen stävmalar. Inga underarter finns listade i Catalogue of Life.